# Jagdstaffel 22

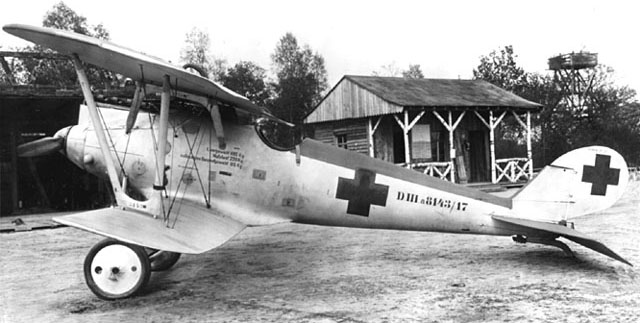
Pfalz D.III

Jagdstaffel 22 – Königlich Sächsische Jagdstaffel Nr. 22 – Jasta 22s jednostka lotnictwa niemieckiego Luftstreitkräfte z okresu I wojny światowej.

## Informacje ogólne
Jednostka została utworzona w z samolotów i pilotów wchodzących w skład stacjonujących wówczas w Vaux Feldflieger Abteilung 11 i Feldflieger Abteilung 29 w końcu września i początku października 1916 roku. Organizację eskadry powierzono porucznikowi Erichowi Hönemannsowi z Jasta 12. W początkowym okresie działalności eskadra posiadała 9 samolotów Halberstadt D.II i 2 Albatros D.II Od września do listopada 1916 roku jednostka była przydzielona do 5 Armii i walczyła pod Verdun, a od listopada 1917 do 7 Armii.
Eskadra walczyła także na samolotach Pfalz D.III i Fokker D.VII.
Jasta 22 w całym okresie wojny odniosła ponad 48 zwycięstw nad samolotami nieprzyjaciela i 11 nad balonami nieprzyjaciela. W okresie od października 1917 do listopada 1918 roku jej straty wynosiły 5 zabitych w walce, 5 zabitych w wypadkach, 2 rannych oraz 2 w niewoli.
Łącznie przez jej personel przeszło 8 asów myśliwskich:
Karl Bohnenkamp (15), Josef Jacobs (5), Alfred Lenz (5), Siegfried Büttner (4), Dieter Collin (4), Konrad Schwartz (4), Julius Fichter (2), Erich Thomas (2), Edmund Nathanael.

## Dowódcy Eskadry
| Stopień   | Nazwisko        | Okres                   |
| --------- | --------------- | ----------------------- |
| Porucznik | Erich Hönemanns | 25.10.1916 – 21.07.1917 |
| Porucznik | Alfred Lenz     | 21.07.1917 – 11.11.1918 |